# Guam na Letních olympijských hrách 2008
Guam se účastnil Letní olympiády 2008 ve třech sportech. Zastoupen byl shodným počtem sportovců.

## Kanoe
Sean Pangelinan

## Judo
Ricardo Blas

## Zápas
Maria Dunn